# Max Grundig
Max Grundig (7. maj 1908 i Nürnberg – 8. december 1989 i Baden-Baden) var en tysk erhvervsleder, der grundlagde elektronikvirksomheden Grundig.
Grundig begyndte allerede i ungdomsårene at interessere sig for radio og elektronik. Han byggede egne radioapparater og uddannede sig til elektriker. Sammen med en kompagnon etablerede han Radio-Vertrieb Fürth, Grundig & Wurzer, Handel mit Radiogeräten i 1930. Virksomheden oplevede stor fremgang, da Volksempfänger så dagens lys og radioer blev hvermandseje. Under 2. verdenskrig blev produktionen ramt, idet Fürth og Nürnberg blev bombet af de allieredes fly. I perioden, hvor man ikke kunne producere nye apparater, reparerede man gamle apparater. 
Efter krigen oplevede virksomheden stor fremgang og blev en af de førende producenter af såvel radioer som fjernsyn. Max Grundig blev billedet på den succesfulde erhvervsleder. Han solgte i 1984 virksomheden til Philips. Hans sidste store projekt blev opførelsen af et luksushotel. I 1987 blev han æresdoktor ved Universität Karlsruhe, og året efter modtog han delstaten Baden-Württembergs fortjenstmedalje. 